# Istadoy (cràter)
Istadoy és un cràter d'impacte en el planeta Venus de 5,4 km de diàmetre. Porta el nom d'un antropònim tadjik, i el seu nom va ser aprovat per la Unió Astronòmica Internacional el 1997.